# Nomada glabriventris
Nomada glabriventris är en biart som beskrevs av Schwarz 1990. Nomada glabriventris ingår i släktet gökbin, och familjen långtungebin. Inga underarter finns listade i Catalogue of Life.